# Rocca Malatestiana (Fano)
Pour les articles homonymes, voir Rocca Malatestiana.
La Rocca Malatestiana de Fano ou forteresse Malatesta est une construction militaire située dans la ville de Fano (province de Pesaro et d'Urbino dans les Marches,.
Ce fut l'une des premières forteresses construites par la Maison Malatesta dans les Marches au XVe siècle.

## Historique

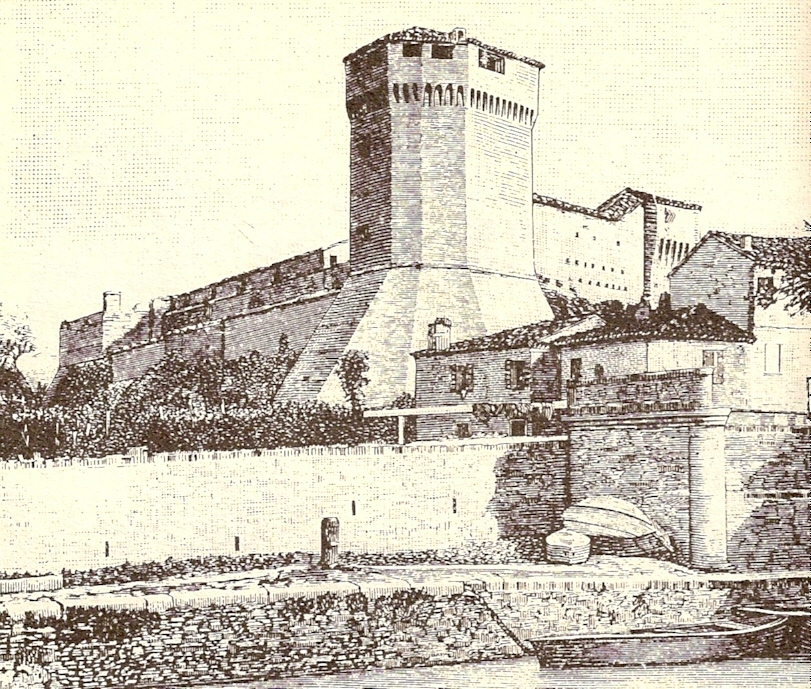
Le Château de Fano dans une gravure du XIXe siècle. La haute tour de guet a été détruite pendant la Seconde Guerre mondiale.

Construite par Matteo Nuti à la demande de Sigismond Malatesta, seigneur de la ville de Fano, entre 1438 et 1452, la place forte est de forme quadrangulaire avec des tours sur les côtés et a été construite en deux étapes : initialement l'enceinte intérieure a été construite autour d'un maschio donjon et plus tard, le mur extérieur fut agrandi.
L'année du début des travaux de construction de la forteresse n'est pas certaine : Ebhardt date le début des travaux vers 1415-1420 et 1438, Serra attribue la construction d'un noyau primitif à Pandolfo III en 1424 et une expansion sous Sigismond avant 1452. Mais l'hypothèse la plus accréditée semble être celle de Bertozzi qui parle de travaux commencés en 1438 sous Sigismond Malatesta , qui en supervisa la planification avec Matteo Nuti et Filippo Brunelleschi.
La partie la plus ancienne de l'ensemble architectural est la forteresse, construite sur des vestiges romains et médiévaux, où se trouvait probablement auparavant une zone portuaire.
Entre 1437 et 1438, Sigismond promit des travaux fonctionnels pour la défense de la ville de Fano, ainsi les défenses militaires furent renforcées, quelques tours de guet et la forteresse elle-même furent construites. De 1430 à 1452, les travaux d'amélioration fonctionnelle se poursuivirent sans interruption jusqu'en 1463.

## Restauration
Antonio da Sangallo le Jeune, à la suite des dégâts causés par le siège de Francesco Maria Della Rovere, effectua des travaux de restauration des murs et construisit de nouvelles tours, faisant de la tour orientale presque un bastion, en y plaçant une bombarde.

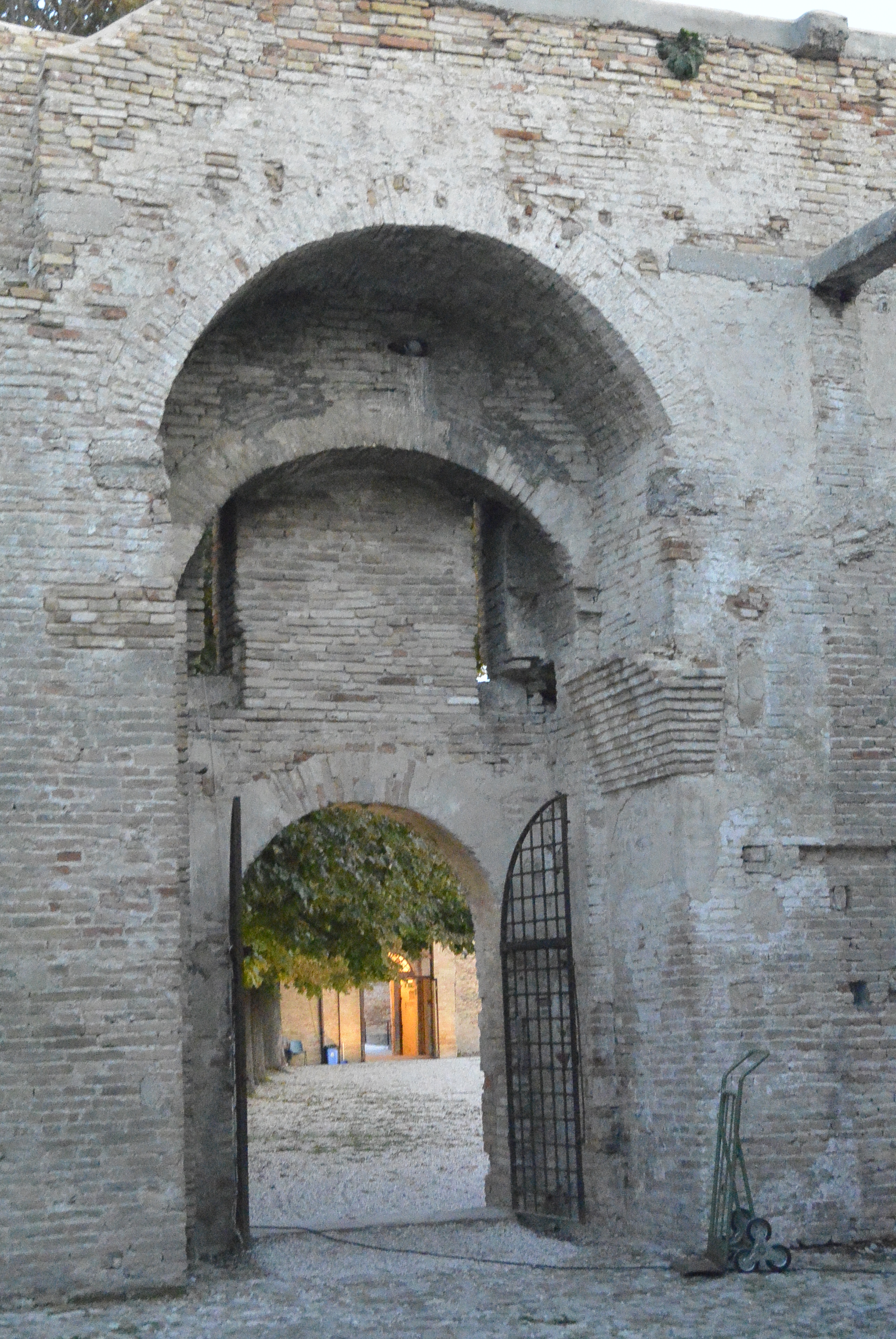
L'entrée de l'ancien pont-levis.

En 1705, des travaux de rénovation extérieure furent réalisés à l'entrée actuelle de la forteresse ; par la suite, en 1860, elle fut utilisée comme prison. Des travaux de restauration ont également été réalisés à la suite des tremblements de terre de 1916 et du tremblement de terre du Mont Vultur de 1930, qui ont frappé la ville de Fano.
En 1932, une reconstruction des créneaux et des chemins de ronde intervient sur la façade nord-ouest (Rocchetta et Mastio).
Le donjon, vers la fin de la Seconde Guerre mondiale, fut miné le 21 août 1944, mais après le bombardement, les travaux de restauration du donjon ne commencèrent qu'en 1951.
Au fil des années et à cause des agents atmosphériques, des dommages se sont produits dans la maçonnerie et le pont d'accès s'est entièrement effondré ; les travaux de réparation ont été réalisés pour garantir l'accès à la forteresse via un pont en maçonnerie à deux arches.
Le revêtement extérieur de l'angle nord-ouest a été commencé à partir de 1972, avec de nouvelles briques ; en raison de l'imperfection créée par la juxtaposition des nouvelles briques avec les anciennes, le revêtement extérieur qui devait se poursuivre sur toute la longueur de l'angle a été interrompu.
En 2017, les interventions de réaménagement ont été achevées grâce auxquelles il peut accueillir des événements et accueillir jusqu'à 800 personnes.

## Description
On accédait à la forteresse par deux ponts-levis, divisés par le ravelin et le donjon, traditionnellement appelé Torre Malatestiana.

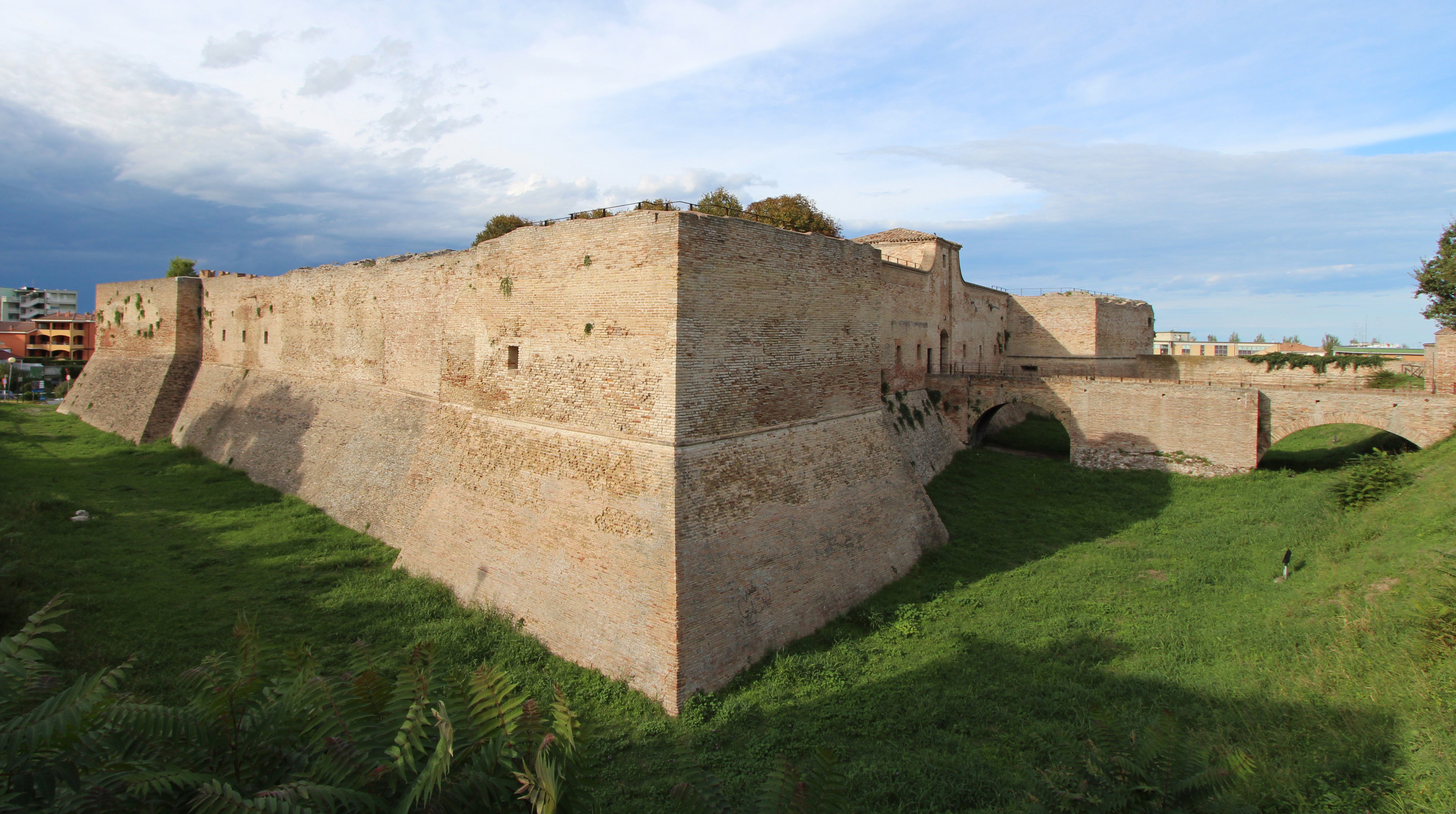
Un bastion d'angle.

La forteresse n'est située ni à l'intérieur ni à l'extérieur des murs, mais était une place arrière fortifiée ayant une fonction de défense. L'escarpement était construit avec une inclinaison considérable de sorte que les ennemis ne pouvaient échapper aux jets de pierres et que les projectiles lancés par les catapultes rebondissaient en biais.
La cour intérieure est limitée au mur qui supporte les coursives supérieures et au bâtiment inférieur abritant la chapelle et les cellules de la prison : à l'origine cette pièce de la forteresse était en terrasse, puis surélevée d'un étage et couverte en toiture pour abriter les écuries, à laquelle on accédait par un escalier-rampe.
Le premier ravelin en bois date de 1442.
De 1463 jusqu'à l'intervention de Sangallo, Nuti effectua des réparations aux murs et à la porte principale.
Après Sigismond, la structure de la forteresse fut modifiée en fonction des besoins défensifs et des événements historiques, en conservant toujours la physionomie rectangulaire originale, délimitée par des courtines avec des bastions d'angle.

## Galerie

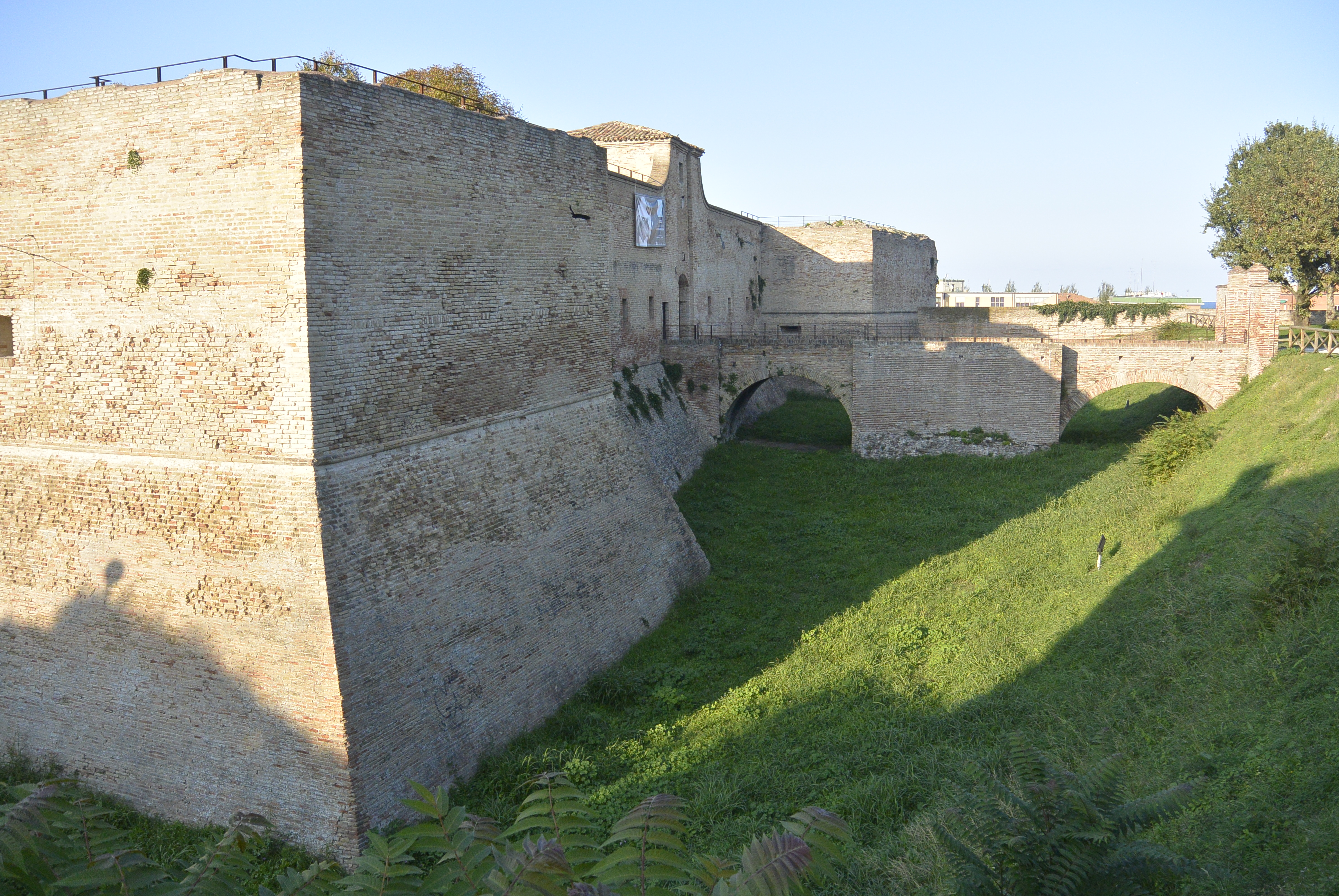
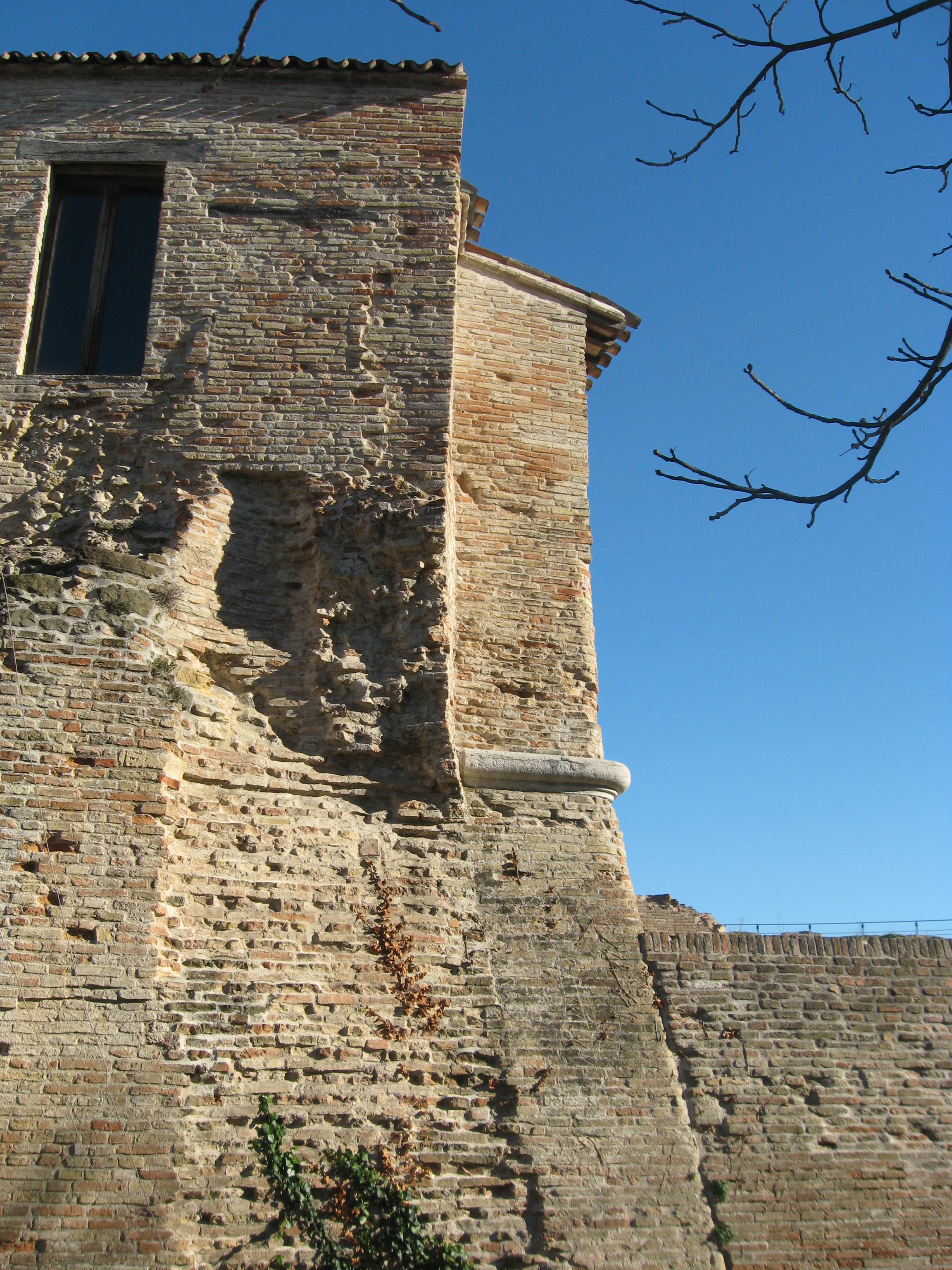
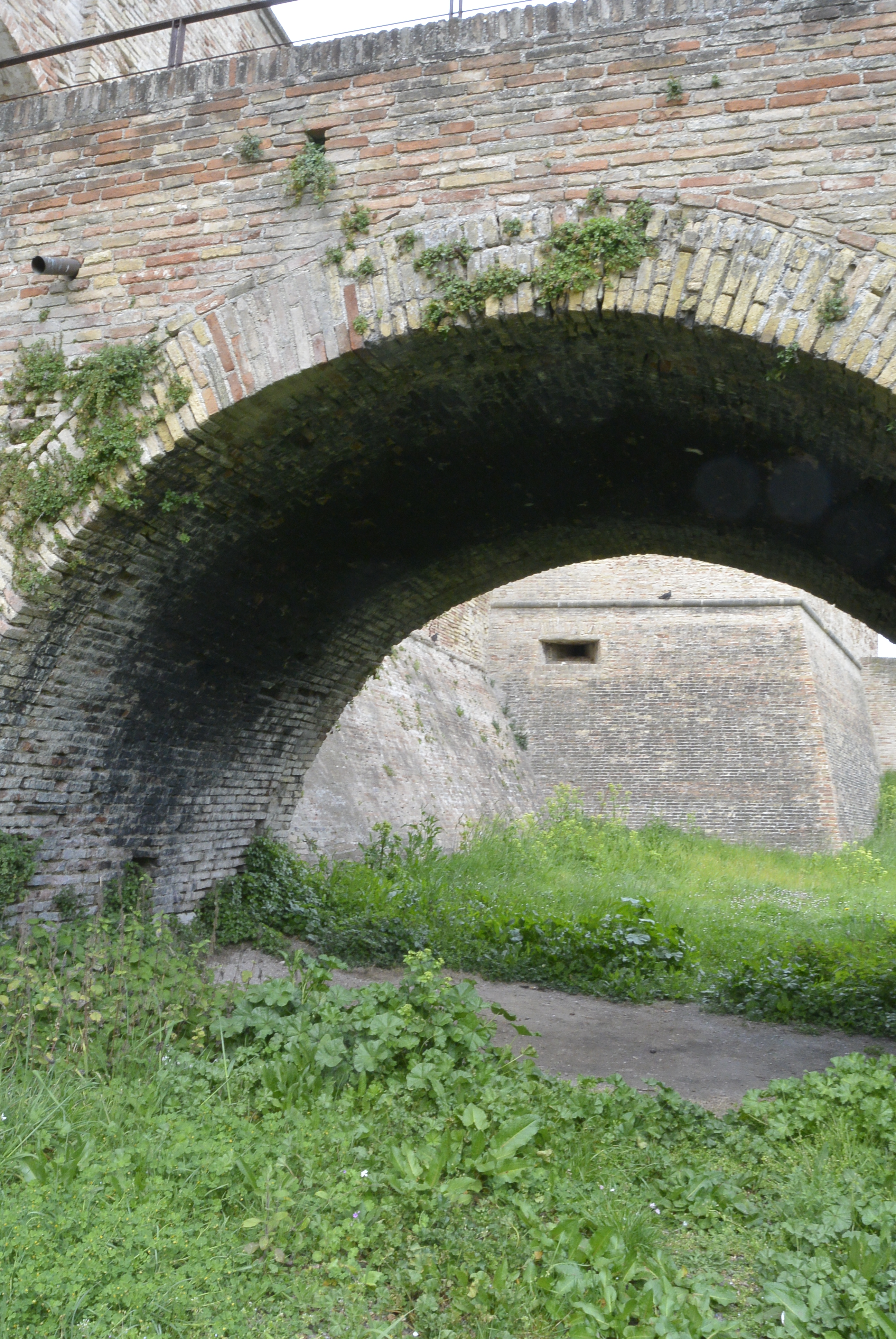
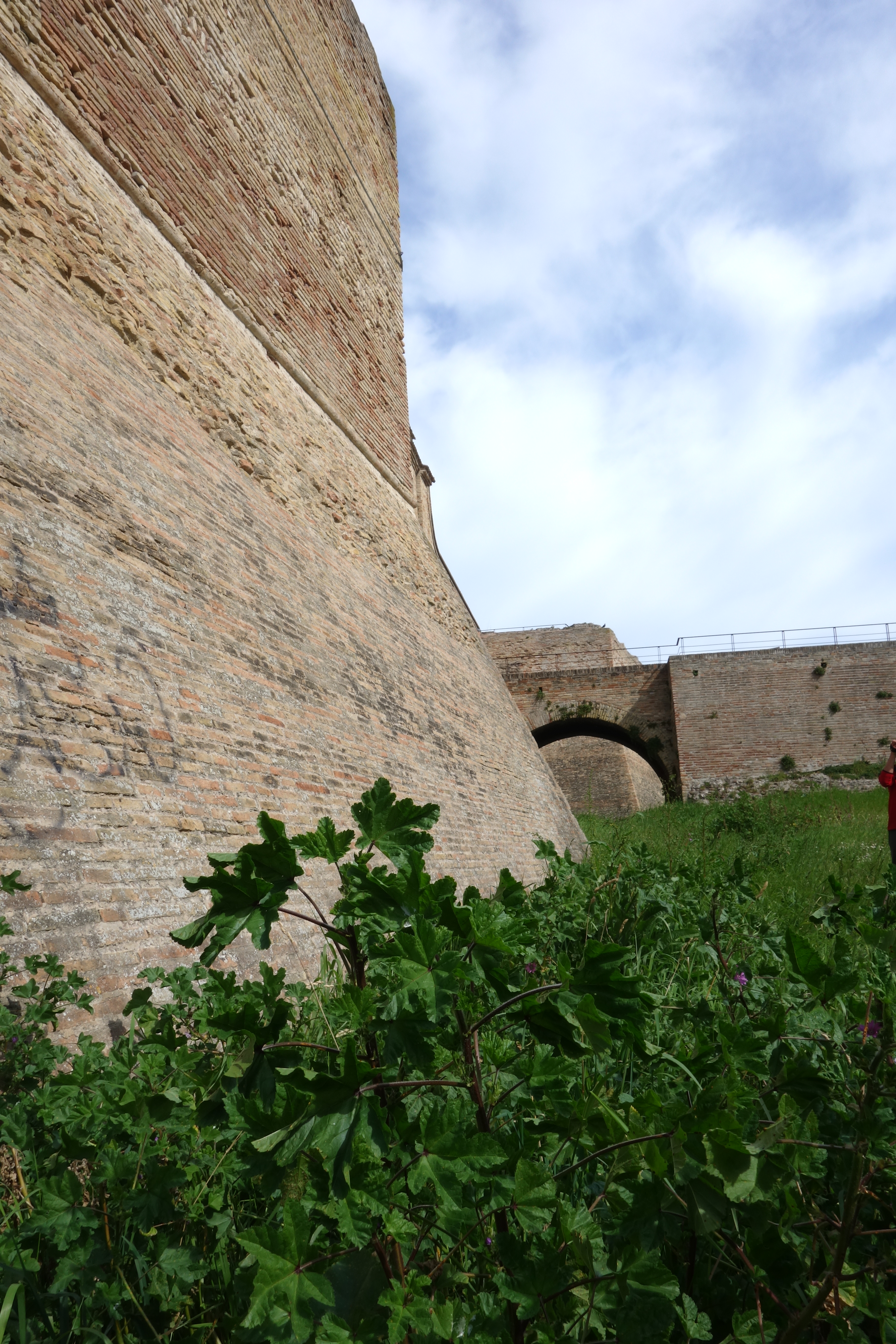